# Goghowit
Goghowit – wieś w Armenii, w prowincji Szirak. W 2011 roku liczyła 390 mieszkańców.